# کارلین (ناحیه هودونین)
کارلین (به چکی: Karlín) یک منطقهٔ مسکونی در جمهوری چک است که در ناحیه هودونین واقع شده‌است. کارلین ۲٫۲۴ کیلومتر مربع مساحت و ۱۹۸ نفر جمعیت دارد و ۱۹۵ متر بالاتر از سطح دریا واقع شده‌است.